# Gran Premio Miguel Induráin 2012

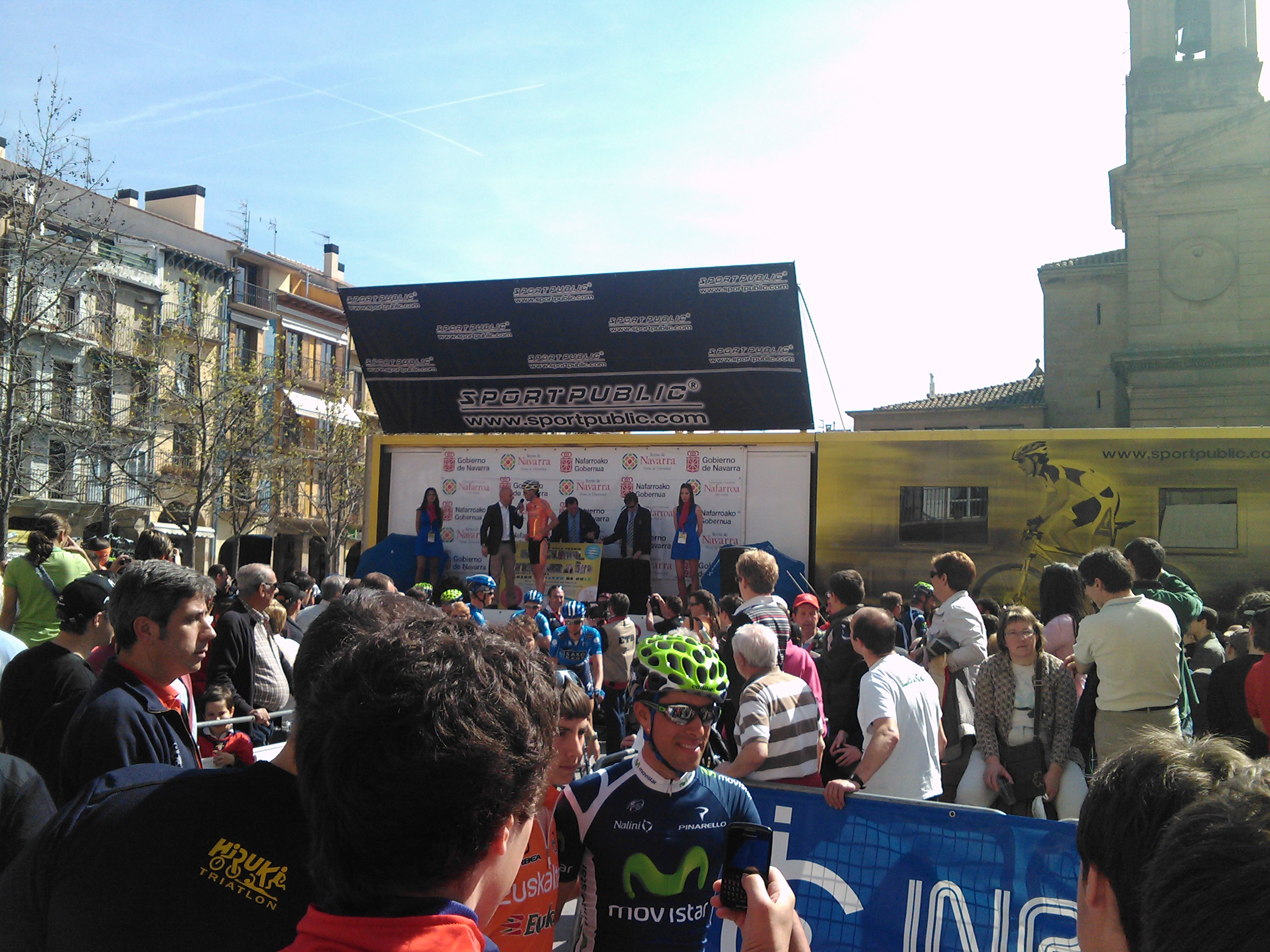
Presentación de Samuel Sánchez, vencedor en 2011, unos instantes antes de empezar la prueba.

EL XIV Gran Premio Miguel Induráin (XLIV Trofeo Comunidad Foral de Navarra y VIII Trofeo Ayuntamiento de Estella-Lizarra) fue una carrera ciclista que se disputó el sábado 31 de marzo de 2012, sobre un trazado de 179,3 kilómetros. Dicho trazado consistió en un circuito por las inmediaciones de Estella con inicio, varios pasos y final en dicha localidad..
La prueba perteneció al UCI Europe Tour 2011-2012 de los Circuitos Continentales UCI, dentro de la máxima categoría 1.HC.
Participaron 11 equipos. Los 2 equipos españoles de categoría UCI ProTeam (Euskaltel-Euskadi y Movistar Team); los 3 de categoría Profesional Continental (Caja Rural y Andalucía); y los 2 de categoría Continental (Orbea Continental y Burgos BH-Castilla y León. En cuanto a representación extranjera, estuvieron 5 equipos: los ProTeam del Team Katusha, Garmin-Barracuda, Ag2r La Mondiale, Liquigas-Cannondale y Saxo Bank Sungard. Formando así un pelotón de 111 ciclistas, con 10 corredores cada equipo español y el Katusha y 8 el resto de equipos (excepto el Ag2r que salió con 7), de los que acabaron 85.
El ganador final fue Daniel Moreno tras ser el más fuerte de un grupo de 12, por delante de Mikel Landa. Tercero, a más distancia, llegó Ángel Madrazo encabezando un dueto perseguidor.
En las clasificaciones secundarias se impusieron Julián Sánchez Pimienta (montaña), José Luis Cano (metas volantes), Haritz Orbe (sprints especiales), Katusha (equipos) y Egoi Martínez (navarros).

## Clasificación final
| \| Posición \| Ciclista \| Equipo \| Tiempo \| \| -------- \| --------------- \| ------------------- \| ---------- \| \| 1. \| Daniel Moreno \| Katusha \| 4h 54' 34" \| \| 2. \| Mikel Landa \| Euskaltel-Euskadi \| + 2" \| \| 3. \| Ángel Madrazo \| Movistar \| + 7" \| \| 4. \| Rui Costa \| Movistar \| m.t. \| \| 5. \| Dominik Nerz \| Liquigas-Cannondale \| + 9" \| \| 6. \| Sérgio Paulinho \| Saxo Bank \| + 14" \| \| 7. \| Danail Petrov \| Caja Rural \| + 17" \| \| 8. \| Damiano Caruso \| Liquigas-Cannondale \| + 23" \| \| 9. \| David Zabriskie \| Garmin-Barracuda \| m.t. \| \| 10. \| Eduard Vorganov \| Katusha \| m.t. \| |                 |                     |            |
| Posición | Ciclista        | Equipo              | Tiempo     |
| 1. | Daniel Moreno   | Katusha             | 4h 54' 34" |
| 2. | Mikel Landa     | Euskaltel-Euskadi   | + 2"       |
| 3. | Ángel Madrazo   | Movistar            | + 7"       |
| 4. | Rui Costa       | Movistar            | m.t.       |
| 5. | Dominik Nerz    | Liquigas-Cannondale | + 9"       |
| 6. | Sérgio Paulinho | Saxo Bank           | + 14"      |
| 7. | Danail Petrov   | Caja Rural          | + 17"      |
| 8. | Damiano Caruso  | Liquigas-Cannondale | + 23"      |
| 9. | David Zabriskie | Garmin-Barracuda    | m.t.       |
| 10. | Eduard Vorganov | Katusha             | m.t.       |